# 鄧巴鎮區 (明尼蘇達州法里博縣)
鄧巴鎮區（英語：Dunbar Township）是位於美國明尼蘇達州法里博縣的一個行政鎮區。

## 地方資料
鄧巴鎮區的面積為93.13平方千米，當中陸地面積為93.13平方千米，而水域面積為0.00平方千米。根據2020年美國人口普查的數據，當地共有人口255人，而人口密度為每平方千米2.74人。